# Glenn Anderson
Glenn Christopher Anderson (* 2. Oktober 1960 in Vancouver, British Columbia) ist ein ehemaliger kanadischer Eishockeyspieler, der im Verlauf seiner aktiven Karriere zwischen 1977 und 1997 unter anderem 1354 Spiele für die Edmonton Oilers, Toronto Maple Leafs, New York Rangers und St. Louis Blues in der National Hockey League auf der Position des rechten Flügelstürmers bestritten hat. Anderson gewann während seiner 16 Spielzeiten in der NHL insgesamt sechsmal den Stanley Cup – davon zwischen 1984 und 1990 fünfmal mit den Edmonton Oilers sowie im Jahr 1994 mit den New York Rangers. Seine Karriere wurde mit der Aufnahme in die Hockey Hall of Fame im Jahr 2008 gekrönt.

## Karriere
Seine Juniorenzeit verbrachte Anderson im Team der Universität von Denver, bevor er mit Team Canada bei den Olympischen Winterspielen 1980 in Lake Placid spielte. Danach ging es zu den Seattle Breakers in die WHL.
Schon im NHL Entry Draft 1979 war er von den Edmonton Oilers als 69. gedraftet worden, aber erst zur Saison 1980/81 schaffte er den Sprung in die NHL. Dort kam er in ein Team, das nicht mit mehr Talent hätte ausgestattet sein können. Die jungen Paul Coffey, Jari Kurri, Mark Messier und Wayne Gretzky waren dort auf dem Weg, zum erfolgreichsten Team der 80er Jahre zu werden. Gretzky führte das Team zu vier Stanley Cup Siegen. Beim Rendez-vous ’87 gehörte er dem Kader des NHL-Teams an. Auch nach Gretzkys Weggang gelang es den Oilers noch einmal, den Cup nach Edmonton zu holen, und Anderson zählte zu den Stützen dieser Mannschaft. Es folgten fast drei Jahre bei den Toronto Maple Leafs, die ihn kurz vor Ende der Saison 1993/94 im Tausch für Mike Gartner an die New York Rangers abgaben. Hier kam Anderson zu seinem sechsten Titelgewinn. Als die NHL in der folgenden Liga bestreikt wurde, gastierte er in Finnland bei Lukko Rauma und spielte fünfmal in der DEL bei den Augsburger Panther. Nach Ende des Streiks spielte er in St. Louis, zweifelte aber danach an der Fortsetzung seiner NHL-Karriere. Er startete erneut in Augsburg in der DEL, aber folgte nach neun Spielen wieder dem Ruf aus der NHL und kehrte nach Edmonton zurück. Nach kurzem Intermezzo wechselte er nochmals zu den St. Louis Blues. Mit einigen Spielen in der Schweiz und in Italien ließ er 1997 seine aktive Karriere ausklingen.
Anderson nahm an je zwei Weltmeisterschaften und Canada-Cup-Turnieren teil.
Wegen seines nicht immer gutes Verhältnis zu den Medien und einer Anklage wegen nicht gezahlter Alimente stand Anderson wiederholt in der Kritik. Obwohl nur drei seiner ehemaligen Teamgefährten aus Edmonton (Gretzky, Messier und Kurri) mehr Scorerpunkte in den Playoffs erzielten, blieben ihm sportliche Auszeichnungen lange verwehrt. Am 10. November 2008 wurde Anderson zusammen mit Igor Larionow, Ray Scapinello und Ed Chynoweth in die Hockey Hall of Fame aufgenommen. Seine Rückennummer 9 wird nach einer Zeremonie am 18. Januar 2009 von den Edmonton Oilers nicht mehr vergeben werden.

## Erfolge und Auszeichnungen
| - 1984 Teilnahme am NHL All-Star Game - 1984 Stanley-Cup-Gewinn mit den Edmonton Oilers - 1985 Teilnahme am NHL All-Star Game - 1985 Stanley-Cup-Gewinn mit den Edmonton Oilers - 1986 Teilnahme am NHL All-Star Game - 1987 Teilnahme am Rendez-vous ’87 - 1987 Stanley-Cup-Gewinn mit den Edmonton Oilers | - 1988 Teilnahme am NHL All-Star Game - 1988 Stanley-Cup-Gewinn mit den Edmonton Oilers - 1990 Stanley-Cup-Gewinn mit den Edmonton Oilers - 1994 Stanley-Cup-Gewinn mit den New York Rangers - 1996 Spengler-Cup-Gewinn mit dem Team Canada - 2008 Aufnahme in die Hockey Hall of Fame - 2009 Sperrung der Trikotnummer 9 durch die Edmonton Oilers |

### International
- 1984 Goldmedaille beim Canada Cup
- 1987 Goldmedaille beim Canada Cup
- 1989 Silbermedaille bei der Weltmeisterschaft

## Karrierestatistik

### International
| Vertrat Kanada bei: - Olympischen Winterspielen 1980 - Canada Cup 1984 - Canada Cup 1987 | - Weltmeisterschaft 1989 - Weltmeisterschaft 1992 | Vertrat die National Hockey League bei: - Rendez-vous ’87 |

(Legende zur Spielerstatistik: Sp oder GP = absolvierte Spiele; T oder G = erzielte Tore; V oder A = erzielte Assists; Pkt oder Pts = erzielte Scorerpunkte; SM oder PIM = erhaltene Strafminuten; +/− = Plus/Minus-Bilanz; PP = erzielte Überzahltore; SH = erzielte Unterzahltore; GW = erzielte Siegtore; 1 Play-downs/Relegation; Kursiv: Statistik nicht vollständig)